# Paul Couturier
Paul Couturier (ur. 29 lipca 1881 w Lyonie, zm. 24 marca 1953 tamże) – francuski ksiądz katolicki, pionier ekumenizmu.

## Życiorys
Święcenia kapłańskie przyjął w 1906. Następnie studiował nauki przyrodnicze, po czym został nauczycielem matematyki, biologii i fizyki w Instytucie Kartuskim w Lyonie, prowadzonym przez kapłańskie Stowarzyszenie Św. Ireneusza, którego był członkiem. Pracował tam niemal przez całe życie, do 1951. W latach 20. opiekował się grupą rosyjskich prawosławnych. W 1932 odwiedził opactwo benedyktyńskie w Amay-sur-Meuse (znajdujące się obecnie w Chevetogne). W czasie miesięcznej wizyty tamże poznał prace kardynała Desiré Merciera oraz dzieło Dom Lamberta Beauduina. Po ich wpływem zaangażował się w ruch ekumeniczny. W 1934 zaproponował odnowę wspólnej modlitwy chrześcijan o jedność, włączając się w organizację Oktawy Modlitwy o Jedność, której nadał nowy kształt trwający do czasów obecnych pod nazwą Tygodnia Modlitw o Jedność Chrześcijan. W II połowie lat 30. doprowadził do regularnych spotkań teologów katolickich i protestanckich, znanych pod nazwą Grupa z Dombes. W tym celu wyjednał dyspensę od zakazu teologicznych spotkań międzykonfesyjnych wprowadzonego encykliką Piusa XI Mortalium Animos. Włączył się także w dialog katolicko-anglikański. W latach 40. wspierał w poszukiwaniach ekumenicznych Rogera Schütza. W 1952 otrzymał za swoje zasługi ekumeniczne godność archimandryty katolickiego kościoła melchickiego z rąk Maksymosa IV Saigha.